# Gambit
Gambit er betegnelsen på en skakåbning, hvor der ofres en brik for at opnå en fordel.
Ordet ’’gambit’’ kommer af det italienske udtryk dare il gambetto (stikke benet frem ≈ at spænde ben).
Det blev først brugt om skakåbninger i 1561 af den spanske præst Ruy López de Segura. Lopez studerede og forbedrede denne åbningstype hele sit liv, og han anvendte det spanske ord ”gambito” om den. Dette slog senere igennem i den franske form gambit, som anvendes i skakken i dag.
Den brik, som ofres, er sædvanligvis en bonde, men der findes også gambitter, hvor der ofres en løber eller en springer.
Der findes mange forskellige gambitåbninger. De er enten navngivet efter den brik, der prisgives, det sted den stammer fra eller efter den spiller, som har introduceret dem eller været kendt for at benytte den bestemte spillemåde.
Når en gambitspiller tilbyder modstanderen materiale, har denne som regel mulighed for enten at tage det eller at afstå fra det. I første tilfælde taler man om modtaget gambit og ellers om afslået gambit. Det må bemærkes, at en gambit som regel uden videre kan afslås, hvis man ikke ønsker at spille mod den.
Nogle gambitter er uægte gambitter, hvorved forstås, at den brik, som er ofret, kan vindes tilbage tvangsmæssigt, såfremt gambitspilleren ønsker det. Den mest anvendte gambit, dronningegambit, er en sådan uægte gambit.
Den fordel, som man opnår ved at spille gambit, og som er grunden til, at man frivilligt giver afkald på materiale, kan være følgende:
- Udvikling/tempogevinst: Den spiller, som modtager gambitten må bruge tid til at slå den ofrede brik og muligvis yderligere tid på at bringe den brik, som har slået den ofrede brik, tilbage til en hensigtsmæssig position i spillet. Ofte opnås tempogevinsten ved, at en af modstanderens bønder slår to af gambitspillerens bønder, men så selv bliver taget af en officer, som derved kommer hurtigt i spil.
- Aktivitet/stillingsfordel: De brikker (officer og/eller bønder), som er involveret i at slå den tilbudte brik, vil derved ofte blive decentraliseret, og disse dårligt placerede brikker tillader gambitspilleren at placere sine brikker på felter, som ellers ville være utilgængelige. Yderligere kan dette betyde, at tårne (og løbere, men mindre hyppigt) efter tab af bønder kan blive mere aktive på de derved åbnede linjer (eller diagonaler).
- Ødelæggelse: Endelig kan modtagelsen af en gambit føre til en uoprettelig svaghed i modtagerens stilling. Fordelen kan bestå i noget så tydeligt som en ødelagt bondestilling, men der er også den mere dynamiske mulighed, at modtageren efter materialegevinsten må ødelægge sin stilling i forsøget på at bevare det materielle forspring.

For at en bestemt gambit kan siges at være sund og acceptabel, må den typisk medføre, at man i hvert fald i nogen grad opnår mindst to af disse fordele.
|   | a  | b  | c  | d  | e  | f  | g  | h  |   |
| 8 | a8 | b8 | c8 | d8 | e8 | f8 | g8 | h8 | 8 |
| 7 | a7 | b7 | c7 | d7 | e7 | f7 | g7 | h7 | 7 |
| 6 | a6 | b6 | c6 | d6 | e6 | f6 | g6 | h6 | 6 |
| 5 | a5 | b5 | c5 | d5 | e5 | f5 | g5 | h5 | 5 |
| 4 | a4 | b4 | c4 | d4 | e4 | f4 | g4 | h4 | 4 |
| 3 | a3 | b3 | c3 | d3 | e3 | f3 | g3 | h3 | 3 |
| 2 | a2 | b2 | c2 | d2 | e2 | f2 | g2 | h2 | 2 |
| 1 | a1 | b1 | c1 | d1 | e1 | f1 | g1 | h1 | 1 |
|   | a  | b  | c  | d  | e  | f  | g  | h  |   |

I moderne skak er det typisk, at en gambit modtages, hvis den er rimeligt sund. Det sker med den hensigt at give det vundne materiale tilbage på et fordelagtigt tidspunkt. Denne spillemåde blev oprindeligt anbefalet af stormesteren og den tidligere verdensmester Emanuel Lasker.
Mange af de klassiske gambit-åbninger anses i vore dage for at være mindre sunde. I sådanne åbninger vil den spiller, som har vundet materiale, typisk forsøge at bevare det. Hvis gambitspillerens fordele viser sig utilstrækkelige til gevinst, vil det vundne materiale jo til sidst kunne vinde spillet.
I lærebøger i skak anføres ofte, at en spiller bør opnå tre træks fordel i udviklingen af sine brikker for at kompensere for en ofret bonde, men det er uklart, hvor nyttig denne anbefaling er, eftersom det sjældent kun er udviklingsforspringet, gambitspilleren får.
Det er karakteristisk for meget gambit-spil, at det giver anledning til åbent og livligt spil med mange taktiske muligheder. Det var særdeles udbredt i skakspillets tidlige periode frem til anden halvdel af 1800-tallet, hvor nye tanker om skakspillet begyndte at vinde frem. Med få undtagelser benyttes de klassiske gambit-åbninger ikke længere ved spil mellem stormestre.
Bemærk nedenfor, at der findes en gambit med navnet Dansk gambit. Det er en meget gammel åbning, som blev meget anvendt her i landet i 1800-tallet. Desuden har den danske spiller Severin From æren af at have lagt navn til åbningen Froms gambit.

## Nogle gambit-åbninger
- Kongegambit: 1. e4 e5 2. f4
- Dronninggambit: 1. d4 d5 2. c4
- Evans-gambit: 1.e4 e5 2.Sf3 Sc6 3.Lc4 Lc5 4.b4
- Muzio-gambit: 1.e4 e5 2.f4 exf4 3.Sf3 g5 4.Lc4 g4 5.0-0

I denne gambit ofrer hvid en springer
- Smith-Morra gambit: 1.e4 c5 2.d4 med hensigten 2. ..cxd4 3.c3 dxc3 4.Sxc3
- To-springer forsvar: 1.e4 e5 2.Sf3 Sc6 3.Lc4 Sf6 4.Sg5 d5 hvorefter sandsynligvis følger 5.exd5 Sa5 6.Lb5+ c6 7.dxc6 bxc6
- Traxlers modgambit:1.e4 e5 2. Sf3 Sc6 3. Lc4 Sf6 4. Sg5 Lc5 med hensigten: 5. Sxf7 Lxf2+
- Blackmar-Diemer gambit: . 1.d4 d5 2.e4 dxe4 3.Sc3 efterfulgt af 4.f3
- Froms gambit: 1.f4 e5

Navngivet efter den danske spiller Severin From.
- Dansk gambit: 1.e4 e5 2.d4 exd4 3.c3 dxc3 4.Lc4 cxb2 5.Lxb2. Hvid ofrer to bønder, mens hans løbere er særdeles godt placeret med trussel mod modstanderens kongeside.
- Staunton-gambit: 1. d4, f5 2. e4
- Budapestergambit: 1.d4 Sf6 2.c4 e5. Bemærk at denne gambit bør modtages, idet sort får fordel, hvis hvid afslår med 3.d5
- Skotsk gambit: 1.e4 e5 2.Sf3 Sc6 3.d4 exd4 4.Lc4
- Lettisk gambit: 1.e4 e5 2.Sf3 f5. Spilles ikke længere på stormesterniveau, da den anses for gendrevet (ukorrekt).
- Jänisch gambit: 1.e4 e5 2.Sf3 Sc6 3. Lb5 f5
- Elefant-gambit: 1.e4 e5 2.Sf3 d5